# Piège intime
Pour plus de détails, voir Fiche technique et Distribution.
Piège intime est un thriller américain réalisé par Anthony Hickox, sorti en 1996.

## Synopsis
En livrant des fleurs, Theresa rencontre un certain Josh, un bel inconnu mystérieux. Le coup de foudre le pousse à s'installer chez elle. Très vite, il se révèle être violent avec elle. Au moment où elle décide de rompre avec lui, elle découvre qu'elle est enceinte. Le comportement de Josh s'assombrit encore plus quand elle décide d'avorter, le poussant à la kidnapper.

## Fiche technique
- Titre français : Piège intime
- Titre original : Invasion of Privacy
- Réalisation : Anthony Hickox
- Scénario : Larry Cohen
- Costumes : Leonard Pollack
- Photographie : Peter Wunstorf
- Montage : Dana Congdon
- Musique : Anthony Marinelli et Angelo Badalamenti
- Production : Carsten Lorenz et Hanno Huth
- Pays d'origine :  États-Unis
- Langue originale : américain
- Genre : thriller
- Durée : 91 minutes
- Dates de sortie :
  -  États-Unis : 15 novembre 1996

## Distribution
- Johnathon Schaech : Josh Taylor
- Mili Avital : Theresa Barnes
- Naomi Campbell : Cindy Carmichael
- David Keith : Sergent Rutherford
- Tom Wright (en) : Devereux
- Charlotte Rampling : Deidre Stiles
- R.G. Armstrong : Mr. Logan
- Scott Wilkinson : Docteur Shuman